# Halitrephes maasi
Halitrephes maasi, conocida como la medusa de fuegos artificiales, es una especie de medusa hidrozoa de aguas profundas de la familia Halicreatidae.
Aunque no hay mucha información disponible sobre esta especie, las investigaciones muestran que Halitrephes maasi puede vivir en ambientes marinos diversos. Este tipo de hidromedusa, típicamente batipelágica, ha sido vista tanto en aguas templadas como tropicales, y se ha encontrado en océanos Atlántico, Indo-Pacífico, en la Antártida, el Mediterráneo  y el Pacífico oriental. En 2018 se publicó un video de esta especie, tomado desde el barco explorador EV Nautilis en el que se observó a la medusa a una profundidad de entre 1219 y 1524 metros, cerca del Archipiélago de Revillagigedo frente a la península de Baja California, México. En el video se puede observar el reflejo de las luces del vehículo subacuático de operación remota Hércules en el contenido de los canales radiales que mueven los nutrientes de la medusa a través de la campana de la gelatina. Estos materiales forman un patrón estelar a modo de reflejos brillantes de amarillo y rosa. Cabe aclarar que, sin el efecto de las luces, la medusa flotaría sin ser visible en la oscuridad del fondo marino.